# Bulbul de Palawan
El bulbul de Palawan (Iole palawanensis) és una espècie d'ocell de la família dels picnonòtids (Pycnonotidae). És endèmic de les Filipines. Els seus hàbitats principals són els boscos tropicals i subtropicals de frondoses humits de l'estatge montà. El seu estat de conservació es considera de risc mínim.